# 法国足球甲级联赛
法國足球甲級聯賽（法語： [ʃɑ̃pjɔna də fʁɑ̃s də futbol]，簡稱 [liɡ œ̃]，因得到贊助商麦当劳冠名而又稱為），簡稱法甲，是法國足球聯賽系統的第1级别，亦是職業聯賽的最高級別，联赛系统的最高級別和法國頂級足球聯賽，由法國足球總會監管下的法國職業足球聯賽所負責監督、組織及管理。截至2021年，法甲作為歐洲五大聯賽之一，在歐洲足協的聯賽係數排名中目前位居全歐第五，僅次於英格蘭的英格蘭超級足球聯賽、西班牙的西班牙甲組足球聯賽、意大利的意大利甲組足球聯賽和德國的德國甲組足球聯賽。

## 歷史
法國最早於1893年開始舉辦業餘足球聯賽，直到1930年7月，法國足球聯合會全國委員會以128票對20票通過法案，正式將法國足球實行職業化。
法甲聯賽於1932年9月11日成立，最初以「國家聯賽」（National）的名稱開始運作，一年後改名為「一級聯賽」（Division 1）；直到2002年，聯賽採用現在的名稱。
在 20 世紀時期，法甲聯賽較少產生一支長期雄霸聯賽的超級強隊；即使是法國本土球星，亦是外流至其他歐洲豪門居多；但在九十年代，多支法甲球會在歐洲賽場上冒起，如巴黎聖日耳曼於1996年贏過歐洲杯賽冠軍杯，馬賽更在1993年贏過歐冠杯。
現在法甲聯賽水準已大為提升，並成爲了非洲和南美球员向欧洲发展的重要跳板之一。

## 賽制
法國職業足球聯賽負責管理法國兩個頂級聯賽法甲及法乙。
法甲作為法國足球聯賽系統的組成部分，每支球隊均需與同級別的全部其它球隊進行主客場制對賽。
由2023/24年度起，法甲共有18支參賽球隊。賽季於每年8月至次年5月進行，每隊共有34場比賽，18支球隊相互對賽兩次，其中主、客場各一次，共有306場比賽。
大部份法甲的比賽於週末下午開賽，亦有一部份在週中的傍晚舉行；最終的法國足球冠軍可獲得歐洲聯賽冠軍盃的參賽資格；而排名最末的兩支球隊將降班至法乙。

## 參賽球隊
2025–26年法國足球甲級聯賽參賽隊伍共有 18 支。
| 中文名稱     | 英文名稱               | 所在城市   | 上季成績      |
| ------------ | ---------------------- | ---------- | ------------- |
| 巴黎聖日耳門 | Paris Saint-Germain    | 巴黎       | 第 1 位       |
| 馬賽         | Olympique de Marseille | 馬賽       | 第 2 位       |
| 摩納哥       | AS Monaco              | 摩納哥     | 第 3 位       |
| 尼斯         | OGC Nice               | 尼斯       | 第 4 位       |
| 里爾         | Lille OSC              | 里爾       | 第 5 位       |
| 里昂         | Olympique lyonnais     | 里昂       | 第 6 位       |
| 斯特拉斯堡   | RC Strasbourg Alsace   | 斯特拉斯堡 | 第 7 位       |
| 朗斯         | Racing Club de Lens    | 朗斯       | 第 8 位       |
| 比斯特       | Stade brestois 29      | 布雷斯特   | 第 9 位       |
| 圖盧茲       | Toulouse FC            | 圖盧茲     | 第 10 位      |
| 歐塞爾       | AJ Auxerre             | 歐塞爾     | 第 11 位      |
| 雷恩         | Stade rennais          | 雷恩       | 第 12 位      |
| 南特         | FC Nantes              | 南特       | 第 13 位      |
| 昂熱         | Angers SCO             | 昂熱       | 第 14 位      |
| 勒哈弗爾     | Le Havre AC            | 勒阿弗爾   | 第 15 位      |
| 羅連安特     | FC Lorient             | 羅連安特   | 乙組，第 1 位 |
| 巴黎FC       | Paris FC               | 巴黎       | 乙組，第 2 位 |
| 梅斯         | FC Metz                | 梅斯       | 乙組，第 3 位 |

## 歷屆冠軍
以下為歷屆聯賽冠軍：
- 1932–33：里爾
- 1933–34：塞特
- 1934–35：索察
- 1935–36：巴黎競賽會
- 1936–37：馬賽
- 1937–38：索察
- 1938–39：塞特
- 1939–45：因二戰而暫停
- 1945–46：里爾
- 1946–47：魯貝–圖爾克（英语：CO Roubaix-Tourcoing）
- 1947–48：馬賽
- 1948–49：蘭斯
- 1949–50：波爾多
- 1950–51：尼斯
- 1951–52：尼斯
- 1952–53：蘭斯
- 1953–54：里爾
- 1954–55：蘭斯
- 1955–56：尼斯
- 1956–57：聖伊天
- 1957–58：蘭斯
- 1958–59：尼斯
- 1959–60：蘭斯
- 1960–61：摩納哥
- 1961–62：蘭斯
- 1962–63：摩納哥
- 1963–64：聖伊天
- 1964–65：南特
- 1965–66：南特
- 1966–67：聖伊天
- 1967–68：聖伊天
- 1968–69：聖伊天
- 1969–70：聖伊天
- 1970–71：馬賽
- 1971–72：馬賽
- 1972–73：南特
- 1973–74：聖伊天
- 1974–75：聖伊天
- 1975–76：聖伊天
- 1976–77：南特
- 1977–78：摩納哥
- 1978–79：斯特拉斯堡
- 1979–80：南特
- 1980–81：聖伊天
- 1981–82：摩納哥
- 1982–83：南特
- 1983–84：波爾多
- 1984–85：波爾多
- 1985–86：巴黎聖日耳門
- 1986–87：波爾多
- 1987–88：摩納哥
- 1988–89：馬賽
- 1989–90：馬賽
- 1990–91：馬賽
- 1991–92：馬賽
- 1992–93：沒有球隊獲獎[3]
- 1993–94：巴黎聖日耳門
- 1994–95：南特
- 1995–96：歐塞爾
- 1996–97：摩納哥
- 1997–98：朗斯
- 1998–99：波爾多
- 1999–2000：摩納哥
- 2000–01：南特
- 2001–02：里昂
- 2002–03：里昂
- 2003–04：里昂
- 2004–05：里昂
- 2005–06：里昂
- 2006–07：里昂
- 2007–08：里昂
- 2008–09：波爾多
- 2009–10：馬賽
- 2010–11：里爾
- 2011–12：蒙彼利埃
- 2012–13：巴黎聖日耳門
- 2013–14：巴黎聖日耳門
- 2014–15：巴黎聖日耳門
- 2015–16：巴黎聖日耳門
- 2016–17：摩納哥
- 2017–18：巴黎聖日耳門
- 2018–19：巴黎聖日耳門
- 2019–20：巴黎聖日耳門
- 2020–21：里爾
- 2021–22：巴黎聖日耳門
- 2022–23：巴黎聖日耳門
- 2023–24：巴黎聖日耳門
- 2024–25：巴黎聖日耳門

## 奪冠次數
| 球會         | 奪冠次數 | 奪冠年份                                                                     |
| ------------ | -------- | ---------------------------------------------------------------------------- |
| 巴黎聖日耳門 | 13       | 1986, 1994, 2013, 2014, 2015, 2016, 2018, 2019, 2020, 2022, 2023, 2024, 2025 |
| 聖伊天       | 10       | 1957, 1964, 1967, 1968, 1969, 1970, 1974, 1975, 1976, 1981                   |
| 馬賽         | 9        | 1937, 1948, 1971, 1972, 1989, 1990, 1991, 1992, 2010                         |
| 摩納哥       | 8        | 1961, 1963, 1978, 1982, 1988, 1997, 2000, 2017                               |
| 南特         | 8        | 1965, 1966, 1973, 1977, 1980, 1983, 1995, 2001                               |
| 里昂         | 7        | 2002, 2003, 2004, 2005, 2006, 2007, 2008                                     |
| 蘭斯         | 6        | 1949, 1953, 1955, 1958, 1960, 1962                                           |
| 波爾多       | 6        | 1950, 1984, 1985, 1987, 1999, 2009                                           |
| 里爾         | 5        | 1933, 1946, 1954, 2011, 2021                                                 |
| 尼斯         | 4        | 1951, 1952, 1956, 1959                                                       |
| 索察         | 2        | 1935, 1938                                                                   |
| 塞特         | 2        | 1934, 1939                                                                   |
| 蒙彼利埃     | 1        | 2012                                                                         |
| 朗斯         | 1        | 1998                                                                         |
| 歐塞爾       | 1        | 1996                                                                         |
| 斯特拉斯堡   | 1        | 1979                                                                         |
| 魯貝–圖爾克  | 1        | 1947                                                                         |
| 巴黎競賽會   | 1        | 1936                                                                         |

## 獎盃

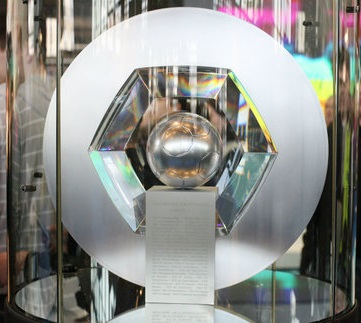
法甲聯賽冠軍獎杯「L'Hexagoal」

現行的法甲聯賽冠軍獎杯「L'Hexagoal」是由法國職業足球聯賽發，由帕布羅·雷諾索（Pablo Reinoso）設計和製作。
這個獎杯自2006年至2007年法國足球甲級聯賽結束後開始頒發給法國聯賽冠軍，取代了之前只存在了五年的法甲聯賽獎杯。
Hexagoal這個名稱源於法甲聯賽和法國電視一台合作舉辦的一項官方比賽，旨在確定新獎杯的名稱。逾9,000份提案被提交，並在2007年5月20日，法國足球總會成員弗雷德里克·蒂里埃茲（Frédéric Thiriez）宣布，在線投票後，Hexagoal這個詞獲得了一半的選票。第一支舉起新獎杯的俱樂部是奥林匹克里昂，他們在2007年至2008年法国足球甲级联赛獲得了這一榮譽。

## 紀錄
- 最成功的俱樂部：巴黎聖日耳門；13個聯賽冠軍
- 連霸長度最長的俱樂部：里昂；2002年至2008年間連續7次
- 第一支贏得十個冠軍的俱樂部：聖伊天
- 最多的頂級聯賽參賽紀錄：馬賽；71個賽季
- 聯賽連續參賽紀錄：巴黎聖日耳門；從1974年至今
- 連續不敗紀錄最長的球隊：南特足球俱乐部；32場比賽（1994-1995賽季）
- 單個賽季中失利最少的球隊：南特足球俱乐部；1場比賽（1994-1995賽季）
- 主場不敗時間最長的紀錄：南特足球俱乐部；連續92場比賽不敗（1976年5月到1981年4月）

## 知名球星
- 法國: 施丹（摩納哥）
- 英格兰: 華度（馬賽）
- 德国: 禾拉（馬賽）
- 德国: 奇連士文（摩納哥）
- 義大利: 拉雲拿利（馬賽）
- 西班牙: 摩連迪斯（摩納哥）
- 巴西: 朗拿甸奴（巴黎聖日耳門）
- 巴西: 艾爾伯（里昂）
- 阿根廷: 蘇連（巴黎聖日耳門）

## 外部連結
- 法國甲級足球聯賽官網 （页面存档备份，存于）